# Schlagsdorf (Dahme/Mark)
Schlagsdorf war eine Siedlung in der Gemarkung des Ortsteils Kemlitz der Stadt Dahme/Mark im Landkreis Teltow-Fläming in Brandenburg. Der Ort ist heute unbewohnt und wurde 2004 aus dem Ortsteilverzeichnis des Landes Brandenburg gestrichen.

## Lage
Die Siedlung Schlagsdorf, von der zwei Wirtschaftsgebäude des ehemaligen Gutshofes erhalten sind, lag sechs Kilometer östlich von Dahme und 14 Kilometer westlich von Luckau im Dahmer Land, das den Übergang des Fläming in die Niederlausitz bildet. Umliegende Ortschaften sind Liebsdorf und Liedekahle im Norden, Wildau-Wentdorf im Nordosten, Pitschen-Pickel im Osten, Falkenberg im Südosten, Kemlitz im Süden, Sieb und Rosenthal im Südwesten, Zagelsdorf im Westen sowie Prensdorf und Görsdorf im Nordwesten.
Bis Ende 2005 führte die Kreisstraße 7202 von Kemlitz nach Schlagsdorf, sie wurde aufgrund einer zu geringen Verkehrsbedeutung mit Wirkung zum 1. Januar 2006 zu einer Gemeindestraße herabgestuft.

## Geschichte
Die erste urkundliche Erwähnung von Schlagsdorf erfolgte im Jahr 1527 als wüst gefallene Dorfstelle mit dem Namen Schlaberstorff. Im 16. Jahrhundert gehörte die wüste Feldmark zum Bereich des Gutes Rosenthal. Die Grundherrschaft lag damals bei den Herren von Stauchwitz, die in Pitschen ansässig waren. 1578 kam die Feldmark an das Amt Dahme. Nach dem Prager Frieden von 1635 wurde die Wüstung Teil des Kurfürstentums Sachsen, ab 1656 gehörte Schlagsdorf zum Herzogtum Sachsen-Weißenfels. 1680 umfasste die Feldmark eine Fläche von rund 30 Hufen, die von Bauern aus Rosenthal und Wildau mit Vieh bewirtschaftet wurden. Zwei Jahre später wurde die damals als Schlaßdorffer Marck bezeichnete Fläche vollständig an das Gut Wildau abgegeben. Anfang des 18. Jahrhunderts umfasste die Feldmark 16 Hufen.
Ab 1746 gehörte die Wüstung wieder zum Kurfürstentum Sachsen, das 1806 zum Königreich Sachsen erhoben wurde. Als Folge der Beschlüsse auf dem Wiener Kongress wurde das Gebiet 1815 an das Königreich Preußen abgetreten. Die Gemeinde Wildau, zu der die Feldmark Schlagsdorf damals gehörte, wurde dem Kreis Jüterbog-Luckenwalde in der Provinz Brandenburg zugeordnet. Im Jahr 1865 wurde auf einer rund 440 Morgen großen Fläche der Feldmark Schlagsdorf ein Vorwerk als Einzelsiedlung gebaut. Diese hatte anfangs neun Einwohner. Bei der Volkszählung am 1. Dezember 1871 wurden in Schlagsdorf 16 Einwohner ermittelt, 1885 hatte die Siedlung 23 Einwohner und 1905 lebten lediglich fünf Personen in dem Vorwerk. Bis 1925 stieg die Einwohnerzahl von Schlagsdorf wieder auf 23. Zwischen 1939 und 1950 wechselte die kirchliche Zugehörigkeit von Schlagsdorf, das bis dahin zur Kirchengemeinde Wildau gehört hatte, zur Kirchengemeinde Görsdorf.
Nach 1945 wurde Schlagsdorf in die Gemeinde Görsdorf umgegliedert. Diese gehörte zur Sowjetischen Besatzungszone und ab Oktober 1949 zur DDR. Am 25. Juli 1952 erfolgte die erneute Umgliederung von Schlagsdorf aus der Gemeinde Görsdorf in die Gemeinde Kemlitz. Diese wurde bei der Kreisreform am gleichen Tag dem Kreis Luckau im DDR-Bezirk Cottbus zugeordnet. 1956 wechselte Schlagsdorf auch kirchlich von Görsdorf nach Kemlitz. Nach der Wiedervereinigung lag die Siedlung zunächst im Landkreis Luckau in Brandenburg, bei der Kreisreform am 6. Dezember 1993 wurde die Gemeinde Kemlitz dem Landkreis Teltow-Fläming zugeordnet. Am 31. Dezember 2001 wurde Kemlitz mit Schlagsdorf in die Stadt Dahme/Mark eingemeindet. 2002 hatte der Ort noch 15 dauerhafte Einwohner. Im Jahr 2004 wurde die inzwischen unbewohnte Siedlung aus dem Gemeinde- und Ortsteilverzeichnis gestrichen. Anstelle der ehemaligen Ortslage liegt heute ein Windpark.